# 2773 Брукс
2773 Брукс (2773 Brooks) — астероїд головного поясу, відкритий 6 травня 1981 року.
Тіссеранів параметр щодо Юпітера — 3,557.